# MTV Classic
MTV Classic (tidigare namn VH1 Classic) är en musikinriktad TV-kanal som sänder musikvideor och musikrelaterade program från perioden 1960–1999. Kanalen är en systerkanal till VH1 och sänds i olika versioner världen över och ägs av Viacom och ingår i MTV Networks. Till skillnad från huvudkanalen visar VH1 Classic enbart musikvideor och inga reality-serier eller musikdokumentärer. Den brittiska versionen av VH1 Classic bytte den 1 mars 2010 namn till MTV Classic, en namnändring som ännu inte påverkat den europeiska versionen av kanalen.
På den europeiska marknaden finns, förutom olika versioner av MTV och VH1, även de brittiska MTV-kanalerna MTV Rocks, MTV Base, MTV Dance och  MTV Hits som alla är tillgängliga för europeiska operatörer, däribland svenska. De svenska kabeloperatörerna med Com hem i spetsen menar dock att det inte finns något intresse för nya kanaler med musikvideor hos den konservativa svenska publiken varför sändningar av MTV Base, MTV Dance och MTV Hits aldrig skett via svenska nät.

## Distribution
I Sverige sänds den europeiska versionen av kanalen i både Canal Digitals Familjepaket och i Tele2 TV:s Musikpaket. Canal Digital och Tele2 sänder hela dygnet.